# Sardoal
Sardoal est une municipalité (en portugais : concelho ou município) du Portugal, située dans le district de Santarém et la région Centre.

## Géographie
Sardoal est limitrophe :
- au nord, de Vila de Rei,
- à l'est, de Mação,
- au sud et à l'ouest, de Abrantes.

## Démographie
| 1801  | 1849  | 1900  | 1930  | 1960  | 1981  |
| ----- | ----- | ----- | ----- | ----- | ----- |
| 4 213 | 4 480 | 5 804 | 6 863 | 6 854 | 5 022 |

| 1991  | 2001  | 2004  | 2011  | 2021  | - |
| ----- | ----- | ----- | ----- | ----- | - |
| 4 430 | 4 104 | 3 992 | 3 939 | 3 518 | - |

## Subdivisions
La municipalité de Sardoal groupe 4 freguesias :
- Alcaravela
- Santiago de Montalegre
- Sardoal
- Valhascos